# Associação Brusquense de Esporte e Lazer 2022-2023
Questa voce raccoglie le informazioni riguardanti l'Associação Brusquense de Esporte e Lazer nella stagione 2022-2023.

## Stagione
L'Associação Brusquense de Esporte e Lazer utilizza la denominazione sponsorizzata ABEL Moda Vôlei nella stagione 2022-23.
Partecipa per la prima volta alla Superliga Série A, classificandosi al dodicesimo e ultimo posto in regular season, finendo pertanto per retrocedere.
In ambito statale si classifica al secondo posto nel Campionato Catarinense, sconfitto dall'Adeps.

## Organigramma societario
Area direttiva
- Presidente: Carlos Girardi

Area tecnica
- Allenatore: Maurício Thomas
- Assistente allenatore: Everton Nascimento
- Preparatore atletico: Luciano Costa

Area sanitaria
- Fisioterapista: Clauter Lima

## Rosa
| N° | Nome               | Ruolo | Data di nascita  | Nazionalità sportiva |
| -- | ------------------ | ----- | ---------------- | -------------------- |
| 1  | Emily dos Santos   | C     | 12 aprile 2000   | Brasile              |
| 2  | Lexi Pollard       | O     | 5 agosto 1998    | Canada               |
| 4  | Laura Grajales     | S     | 21 dicembre 2002 | Colombia             |
| 5  | Gláucia Ludescher  | C     | 1º maggio 2004   | Brasile              |
| 6  | Ana Paula Nunes    | P     | 27 giugno 1999   | Brasile              |
| 7  | Yasmin da Silva    | S     | 24 novembre 2000 | Brasile              |
| 8  | Kaoane Loch        | C     | 28 gennaio 1998  | Brasile              |
| 9  | Karla Goedert      | O     | 14 agosto 1993   | Brasile              |
| 10 | Wélissa Gonzaga    | S     | 9 settembre 1982 | Brasile              |
| 11 | Geovanna Rodrigues | S     | 16 dicembre 2002 | Brasile              |
| 12 | Audren Corrêa      | L     | 6 dicembre 1996  | Brasile              |
| 14 | Fernanda Depiné    | P     | 16 gennaio 2004  | Brasile              |
| 15 | Gabriela Santin    | L     | 17 novembre 2002 | Brasile              |
| 16 | Tainá Anschau      | S     | 14 aprile 2002   | Brasile              |
| 17 | Júlia da Silva     | C     | 15 aprile 1999   | Brasile              |
| 18 | Graziele de Souza  | S     | 26 gennaio 1992  | Brasile              |
| 22 | Anna Wruck         | C     | 24 febbraio 1993 | Stati Uniti          |

## Statistiche

### Statistiche di squadra
| Competizione      | Punti | In casa | In casa | In casa | In trasferta | In trasferta | In trasferta | Totale | Totale | Totale |
| Competizione      | Punti | G       | V       | P       | G            | V            | P            | G      | V      | P      |
| ----------------- | ----- | ------- | ------- | ------- | ------------ | ------------ | ------------ | ------ | ------ | ------ |
| Superliga Série A | 1     | 11      | 0       | 11      | 11           | 0            | 11           | 22     | 0      | 22     |
| Totale            | -     | 11      | 0       | 11      | 11           | 0            | 11           | 22     | 0      | 22     |

### Statistiche dei giocatori
| Giocatrice    | Superliga Série A | Superliga Série A | Superliga Série A | Superliga Série A | Superliga Série A | Totale | Totale | Totale | Totale | Totale |
| Giocatrice    | P                 | PT                | AV                | MV                | BV                | P      | PT     | AV     | MV     | BV     |
| ------------- | ----------------- | ----------------- | ----------------- | ----------------- | ----------------- | ------ | ------ | ------ | ------ | ------ |
| T. Anschau    | 8                 | 24                | 22                | 1                 | 1                 | 8      | 24     | 22     | 1      | 1      |
| A. Corrêa     | 15                | 1                 | 1                 | 0                 | 0                 | 15     | 1      | 1      | 0      | 0      |
| J. da Silva   | 8                 | 24                | 14                | 7                 | 3                 | 8      | 24     | 14     | 7      | 3      |
| Y. da Silva   | 2                 | 4                 | 3                 | 0                 | 1                 | 2      | 4      | 3      | 0      | 1      |
| F. Depiné     | 22                | 6                 | 4                 | 1                 | 1                 | 22     | 6      | 4      | 1      | 1      |
| G. de Souza   | 18                | 61                | 50                | 10                | 1                 | 18     | 61     | 50     | 10     | 1      |
| E. dos Santos | 19                | 77                | 56                | 18                | 3                 | 19     | 77     | 56     | 18     | 3      |
| K. Goedert    | 20                | 54                | 45                | 4                 | 5                 | 20     | 54     | 45     | 4      | 5      |
| W. Gonzaga    | 19                | 69                | 66                | 2                 | 1                 | 19     | 69     | 66     | 2      | 1      |
| L. Grajales   | 16                | 136               | 121               | 11                | 4                 | 16     | 136    | 121    | 11     | 4      |
| K. Loch       | 2                 | 4                 | 0                 | 4                 | 0                 | 2      | 4      | 0      | 4      | 0      |
| G. Ludescher  | 9                 | 11                | 6                 | 4                 | 1                 | 9      | 11     | 6      | 4      | 1      |
| A.P. Nunes    | 22                | 21                | 9                 | 6                 | 7                 | 22     | 21     | 9      | 6      | 7      |
| L. Pollard    | 13                | 66                | 60                | 3                 | 3                 | 13     | 66     | 60     | 3      | 3      |
| G. Rodrigues  | 21                | 236               | 213               | 15                | 8                 | 21     | 236    | 213    | 15     | 8      |
| G. Santin     | 5                 | 0                 | 0                 | 0                 | 0                 | 5      | 0      | 0      | 0      | 0      |
| A. Wruck      | 15                | 104               | 78                | 18                | 8                 | 15     | 104    | 78     | 18     | 8      |

P = presenze; PT = punti totali; AV = attacchi vincenti; MV = muri vincenti; BV = battute vincenti